# Élection présidentielle américaine de 1912 en Alabama
 (juillet 2023).
L'élection présidentielle américaine de 1912 en Alabama a lieu le 5 novembre 1912 comme dans les 47 autres États qui composent alors les États-Unis. Les électeurs alabamiens choisissent des grands électeurs pour les représenter dans le collège électoral à travers un vote populaire. L'Alabama possède en 1912 12 grands électeurs. L'État donne l'ensemble de ses grands électeurs au candidat du Parti démocrate, le gouverneur du New Jersey Woodrow Wilson. 
Le candidat vainqueur de ce scrutin dans tout le pays sera également Woodrow Wilson, qui occupera la présidence des États-Unis du 4 mars 1913 au 4 mars 1921, ayant été réélu en 1916. 